# Дедово (Нижегородская область)

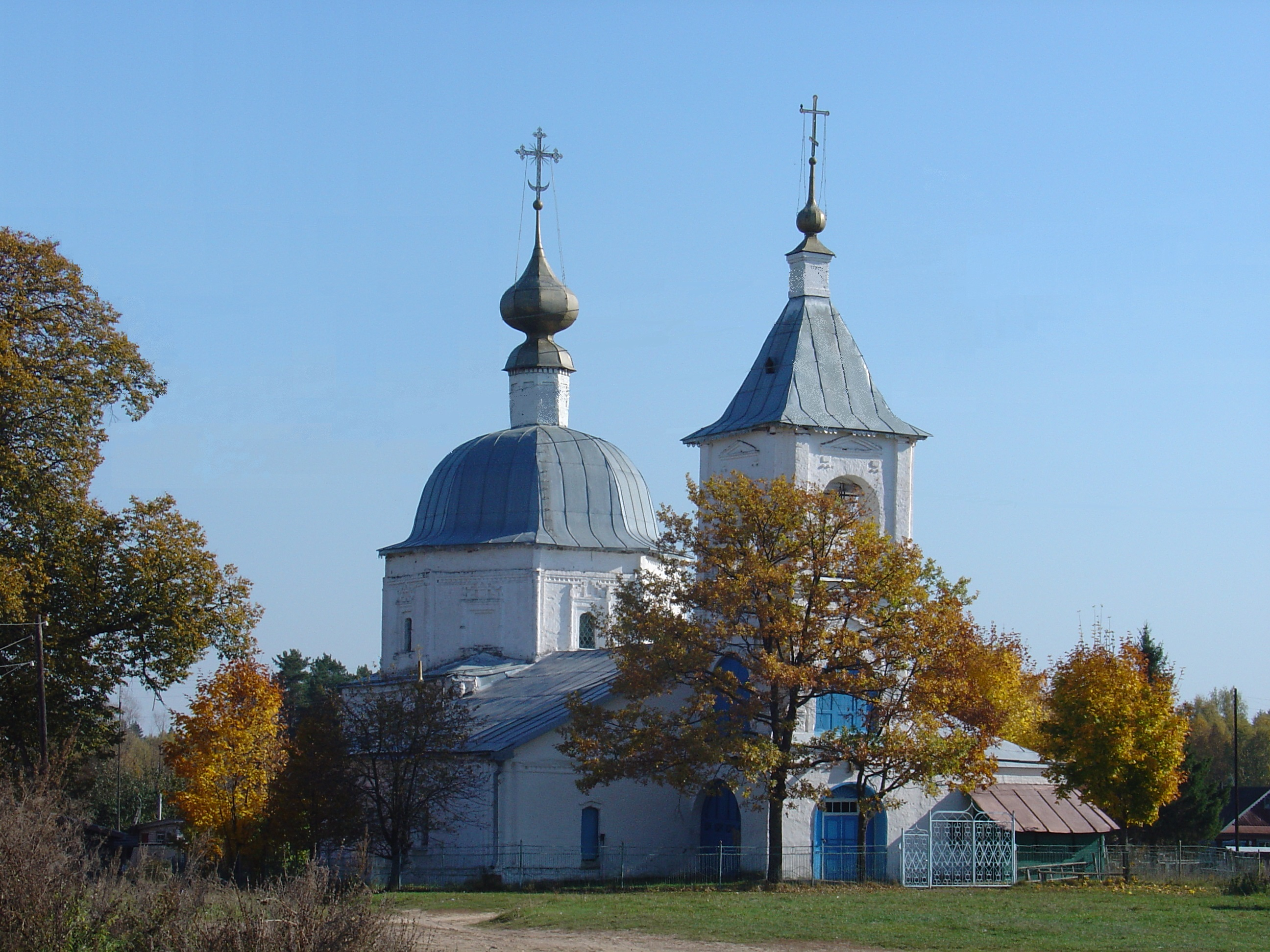
Дедово. Церковь Спаса Нерукотворного Образа. Октябрь

Дедово — село в составе городского округа Навашинский Нижегородской области России.

## География
Село расположено в 19 км на северо-восток от города Навашино близ памятника природы Большого Святого озера.

## История
Из надписи на иконе Святого Николая Чудотворца, находившейся в церкви села Дедова, можно заключить, что церковь здесь существовала уже во второй половине XVI столетия. Первое упоминание о ней находим в писцовых книгах 1629-30 годов. По этим книгам село Дедово значится за братьями Кровковыми, в селе две церкви — Святого Николая Чудотворца и Святого мученика Флора и Лавра. Во второй половине XVII века, по свидетельству окладных книг 1676 года, здесь была уже другая каменная церковь во имя Спаса-Нерукотворного образа. Построена она была местным вотчинником Матвеем Осиповичем Кровковым. В приходе при Спасской церкви по окладным книгам 1676 года значились двор помещика Матвея Кровкова и 11 дворов крестьянских. Приход состоял из села Дедова и деревень: Коровкова и Малышева. В селе Дедове с 1875 года существовала церковно-приходская школа, учащихся в 1896 году было 17.
В конце XIX — начале XX века село входило в состав Поздняковской волости Муромского уезда Владимирской губернии, с 1926 года — в составе Монаковской волости. В 1859 году в селе числилось 9 дворов, в 1905 году — 17 дворов.
С 1929 года село входило в состав Спас-Седчинского сельсовета Муромского района Горьковского края. С 1944 года — в составе Мордовщиковского района (с 1960 года — Навашинский район) Горьковской области, с 1954 года — в составе Ефановского сельсовета, с 2009 года — в составе Поздняковского сельсовета, с 2015 года — в составе городского округа Навашинский.

## Население
| 1859 | 1905 | 1926 | 2002 | 2010 |
| ---- | ---- | ---- | ---- | ---- |
| 64   | ↗111 | ↗175 | ↘46  | ↘28  |

## Достопримечательности
В селе расположена действующая Церковь Спаса Нерукотворного Образа (1670)